# 岩架镇
岩架镇，是中华人民共和国贵州省黔西南布依族苗族自治州册亨县下辖的一个乡镇级行政单位。

## 行政区划
岩架镇下辖以下地区：
岩架社区、板弄村、挂榜村、荣庆村、洛凡村、洛王村、弄应村、纳碰村、洛达村和花冗村。